# Francine Ducrot-Icard
Francine Ducrot-Icard, née le 3 septembre 1844 à Pont-de-Vaux, sur la commune de Marly-sous-Issy (Saône-et-Loire) et morte à Saint-Germain-en-Laye (Seine-et-Oise) le 24 avril 1917, est une sculptrice française. Elle est mariée au sculpteur Honoré Icard.

## Biographie
Françoise Clémence, dite Francine Ducrot, est née le 3 septembre 1844 à Pont-de-Vaux, sur la commune de Marly-sous-Issy, aux confins de la Nièvre et de la Saône-et-Loire. Elle est la fille d'un couple de maîtres de forge, Claude Ducrot et Marie-Antoinette Lafouge. 
Francine Ducrot est l'élève de Henri Louis Levasseur, Charles Valton et Alfred Boucher.
Institutrice, elle expose au Salon des artistes français, remportant une mention honorable en 1894, une médaille de troisième classe dans la même année et une mention honorable à l'Exposition Universelle en 1900.
Honoré Icard, alors âgé de 49 ans, l'épouse à Villers-sur-Mer le 7 septembre 1892.
Elle meurt le 24 avril 1917, quelques jours avant le décès de son mari, à Saint-Germain-en-Laye. 

## Œuvres
- Aux Fers[8]
- Bûcheron[8]
- Désespoir d'Oenone[8]
- Martyr[8]
- Vierges Folles[8]